# علاج الكهوف (علاج بالتنفس)
علاج الكهوف (بالإنجليزية: Speleotherapy)‏، (اليونانية σπήλαιον spḗlaion «الكهف») هو علاج بالتنفس من الطب البديل يتضمن التنفس داخل الكهف. اعتبارًا من عام 2022، لا يوجد دليل يدعم تلك الادّعاءات الطبيّة.

## تاريخ
يعتقد أبقراط أنّ العلاجات القائمة على الملح، بما في ذلك استنشاق البخار من الماء المالح، توفر راحة تظهر على الجهاز التنفسي. هناك ادّعاءات بوجود تحسن في تنفس عمّال المناجم في العصر الروماني والعصور الوسطى. كانت مستشفيات العلاج بالتنفس موجودة في إيطاليا في القرن التاسع عشر. في منتصف القرن التاسع عشر، تم إنشاء عيادة في كهف ماموث (كنتاكي، الولايات المتحدة الأمريكية)، مخصصة لمرضى السل. ومع ذلك، بعد أشهر قليلة من وفاة خمسة من المرضى، تم إغلاق المستشفى.
يعود تاريخ العلاج بالتنفس الحديث إلى الخمسينيات من القرن الماضي. في ذلك الوقت، ظهرت مستشفيات علاج الكهوف في العديد من دول أوروبا الشرقية والوسطى.
استخدم سكان بلدة تدعى إنبيتال في ألمانيا كهف كلوترت كمأوى للقنابل خلال الحرب العالمية الثانية. بدأ كارل هيرمان سباناجيل البحث في التأثير العلاجي للكهوف. بدأت منشآت علاج الكهوف في الكهوف الكارستية في المجروتشيكوسلوفاكيا.
في عام 1968، في سولوتفين (الآن في أوكرانيا)، تم افتتاح أول عيادة للعلاج بالتنفس على أراضي الاتحاد السوفياتي. في عام 1982، تم تسجيل براءة اختراع غرفة مناخية، ومجهزة بفلتر مشبع بالملح لإعادة ظروف مناجم الملح على سطح الأرض.

## دواعي الإستعمال
يُزعم أن العلاج يستخدم لعلاج الربو القصبي والتهاب الشُعب الهوائية وسيلان الأنف التحسسي والمزمن وأمراض الحساسية والجيوب الأنفية المزمنة والحساسية المختلفة والأمراض الجلدية والتهاب الحويصلات الهوائية وأيضًا علاج مرض الخناق. ومع ذلك، اعتبارًا من عام 2022، لا يوجد دليل يدعم هذه الادعاءات.

## علاج بالتنفس فيجمهورية التشيك
تم إجراء أول علاج بالتنفس في تشيكوسلوفاكيا من قبل المونسنيور ستيفان رودا في سلوفاكيا في كهف تومباسيك في جبال تاترا العالية (1969). في 1973-1976، عالج الأطباء تيموفا وفالتروفا داخل عيادة الأطفال في بانسكا بيستريتسا مرضى الربو في مرحلة الطفولة بالعلاج بالتنفس بنتائج إيجابية، والتي تم نشرها في الأدبيات الطبية.
من عام 1981 إلى عام 1985، أصبح العلاج بالتنفس موضوعًا لمهام البحث العلمي الرسمية، التي تتم تحت مسؤولية وزارة الصحة والمعهد الجغرافي لأكاديمية العلوم التشيكوسلوفاكية. في عام 1985، تم الاعتراف بالعلاج بالتنفس كطريقة رسمية للعلاج المناخي.
وفقًا لرئيس اللجنة الدائمة التابعة للاتحاد الدولي لعلم الكهوف في علاج الكهوف (العلاج بالتنفس)، البروفيسور سفيتوزار دلوهولوكي،  العلاج بالتنفس هو «طريقة طبيعية لعلاج الربو والحساسية، والتي سيكون من الخطـأ عدم استخدامها.» أُجري بحث في كهف بيستريانسكا منذ عام 1974، والذي وفقًا له كان هناك انخفاض بمقدار خمسة أضعاف في أمراض الجهاز التنفسي والربو لدى الأطفال الذين كانوا ضمن الدراسة. في عام 1997، أُجري مزيد من البحث على 111 طفلًا مصابًا بالربو مع نفس النتائج. ومع ذلك، بقيَ أخصائيو الحساسية والمناعة متشككين.
يوجد مركزان للعلاج بالتنفس في جمهورية التشيك: مركز علاج الأطفال في أوستروف ش ماكوشي ومركز علاج الأطفال لأمراض الجهاز التنفسي في زلاتيه هوري. أُغلقت مصحة الأطفال في ملادي فويتشوف في عام 2014.

## بحث
قاد هيرمير مالوتا فريقًا بحثيًا، بحيث اختبر مرضى مصحة علاج بالتنفس في ملادي في 1985-1987 وتوصل إلى معرفة مثبتة إكلينيكيًا «أن العوامل الفردية للبيئة تحت الأرض، أو مجموعهم المرتبط بالتفاعلات الداخلية والخارجية، يحفز ويعدل مناعة نظام الكائن البشري بشكل مباشر. وأكد أن التعرض المتكرر للبيئة تحت الأرض -دون استخدام المستحضرات الصيدلانية المضادة للربو، أو المضادة الهيستامين، أو المستحضرات الصيدلانية المعدّلة للمناعة- يؤدي إلى تغييرات إيجابية وقابلة للقياس في الليزوزوم الإفرازي واللمفاوي والغلوبين المناعي بعد أيام قليلة فقط من التعرض للدرجة التي لا تستطيع أي مُعدات أو أجهزة مناعة صناعية موجودة تحقيقها.»
بعض العوامل التي تميز المناخ الداخلي للكهف مثيرة للجدل. بينما قد يحتوي الهباء الجوي الكهفي نظريًا على أيونات الكالسيوم والمغنيسيوم بنسبة عالية، إلا أنها غير موجودة عمليًا في مواقع المعالجة المعروفة حتى الآن؛ تركيزات الكالسيوم والمغنيسيوم في كل مكان هي نفسها الموجودة في الهواء المحيط. لقد ثبت أن تركيزات الكالسيوم والمغنيسيوم في هواء الكهف ليست مرتفعة بشكل كبير بحيث يمكن اعتبارها عاملاً علاجيًا. ارتفاع تركيز ثاني أكسيد الكربون، أو عدم وجود مسببات الحساسية في الكهف (وجود بعض العفن بكميات صغيرة جدًا)، أو عدم وجود الأوزون أمر مشكوك فيه أيضًا.
وفقًا لـ منظمة مساهمة كوكرين، استوفت ثلاث دراسات شملت 124 طفلًا مصابًا بالربو المعايير التضمين للدراسة التلوية لعام 2001. ومع ذلك، كانت دراسة واحدة فقط ذات جودة منهجية مناسبة. فقد ذكرت دراستان أن العلاج بالتنفس كان له تأثير مفيد قصير المدى على وظائف الرئة. لا يمكن تقييم النتائج الأخرى بشكل موثوق. نظرًا لقلة عدد الدراسات؛ لا يمكن استخلاص نتيجة موثوقة من الأدلة المتاحة حول ما إذا كانت تدخلات العلاج بالتنفس فعالة في علاج الربو المزمن. هناك حاجة إلى تجارب عشوائية منتظمة مع متابعة طويلة الأمد. لم يتم العثور على دليل لفعالية العلاج بالتنفس من التجارب العشوائية المنتظمة وهناك حاجة إلى مزيد من البحث.
وفقًا لمراجعة منهجية رومانية عام 2017، فإن العلاج بالتنفس هو طريقة علاج قيّمة للربو ومشاكل الجهاز التنفسي الأخرى. ومع ذلك، لا يمكن العثور إلا على عدد قليل من الدراسات في قواعد البيانات الدولية، مما يعكس خصوصية هذا المجال. من ناحية أخرى، أظهرت الدراسات الأساسية التي أجريت على حيوانات المختبر ومزارع الخلايا المختبرية فعالية وفائدة العلاج بالتنفس.

## مقتبس
لا يوجد الكثير من الكهوف الكارستية، لذلك تم استخدام مناجم الملح للعلاج لفترة طويلة. لذلك تم إنشاء المصحات هناك، بحيث أُطلق عليها اسم العلاج بالحالة (هالوثيرابي). بلدة ويلكيزا في بولندا معروفة جدًا بذلك الأمر. في وقت لاحق، كانت هناك محاولة لِصُنع الكهوف بشكل مُصطنع وقاموا ببناء نوع من الكوخ الإسكيمو من الملح الذي تم تعدينه. في دراسات مختلفة في منتصف الثمانينيات قاموا بمقارنة التأثير تحت الأرض وغرف الملح الموضوعة بالخارج (المُصنّعة). فقد اتضح أن كهوف الملح الموجودة فوق الأرض ليس لها أي تأثير تقريبًا. وحتى، من السهل جدًا تلويثها بالميكروبات، ويمكن أن تكون خطيرة. كثير من البكتيريا التي تسبب التهابات الجهاز التنفسي الحادة تحب الملح وتستقر في الطبقات السطحية لجدران الملح. حتى مناجم الملح التي تعمل تحت الأرض لديها معايير صارمة للغاية للتأكد من أن الناس لا يلوثون غرفة الملح بالجراثيم. حتى في البعض، كل ثلاثة إلى أربعة أشهر، يطحنون بضعة ملليمترات من الجدار بسبب البكتيريا العَصوية. عندما تم التخلي عن استخدامها، ساد الهدوء حوالي خمس سنوات، وبدأت مرة أخرى. إذا لم يتم الحفاظ عليها نظيفة، فقد تكون ضارة بالصحة؛ بعض أنواع المكورات الرئوية تلتصق بها أيضًا. في حالتنا، حاولوا التخفيف من ذلك بوضع أنظمة تكييف الهواء. لكن نظام كهف الملح الصناعي المكيف بالكامل لا يمكن أن ينجح. هذا مثل محاولة استنساخ هواء تاترا في مبنى سكني بالطابق السابع، إنه غباء!.
البروفيسور مودر سفيتوزار.